# Fawila
Fawila – imię żeńskie pochodzenia łacińskiego od nazwy rodowej Favilla, pierwotnie oznaczającej „rozżarzony węgiel, gorący popiół, zarzewie, iskrę”. Imię to było znane w Polsce już w średniowieczu. Wśród świętych Fawila, męcz.
Postać o tym imieniu występuje także w sztuce Johna Lyly’ego Sapho and Phao.
W Polsce odnotowane w 1309 r.
Fawila imieniny obchodzi 14 marca.